# Dollaro di Saint Vincent
Il dollaro è stata la valuta di Saint Vincent fino al 1825 e poi di nuovo dal 1882. Attualmente circola il dollaro dei Caraibi orientali.

## Primo dollaro
La valuta era composta da diverse monete spagnole e delle colonie spagnole contromarcate, alcune delle quali tagliate o bucate. Il dollaro era suddiviso in bit, ciascuno dei quali del valore di 9 penny, 6 black dogs o 4 stampees. Fino al 1811 il valore di un dollaro fu pari a 11 bit ovvero a  8 real. Dopo il 1811 i rapporti divennero di 1 dollaro = 12 bit e 1½ dollari = 8 real. Il dollaro fu sostituito dalla sterlina nel 1825.

### Monete
Nel 1797 le monete vennero prodotte in tagli da 1 black dog, 1 stampee, ¼ e ½ dollaro. Il black dog e lo stampee erano realizzati contromarcando il monogramma "SV" sulle monete coloniali francesi, mentre le monete da ¼ e ½ dollaro erano ottenute tagliando le monete da 8 real (noti come dollari spagnoli) in quattro o due parti, ognuna contromarcata con il monogramma "SV".
Tra il 1811 e il 1814 vennero prodotte monete in tagli da 4½, 6, 9 e 12 bit. Le monete da 4½ e 9 bit erano ottenute dalle monete da 2 e 4 real. Quelle da 4½ bit erano contromarcate con "S", "IV½" e "B", mentre quelle da 9 bit erano contromarcate con "S" e "IX". Per produrre le monete da 6 e 12 bit, si perforavano le monete da 8 real. Il tassello centrale veniva contromarcato con "S" e "VI" per ottenere il 6 bit, mentre la corona (nota come holey dollar) veniva contromarcata con "S" e "XII" per fare il 12 bit.

## Secondo dollaro
Nel 1909 furono emesse le prime banconote private, denominate in dollari. Il dollaro era agganciato alla sterlina al cambio di 1 dollaro = 4 shilling e 2 penny. Nel 1935 fu introdotto il dollaro delle Indie occidentali britanniche, dello stesso valore del dollaro di Saint Vincent e degli altri dollari che circolavano nelle Indie occidentali britanniche. Le banche private continuarono ad emettere banconote fino al 1941. Il dollaro delle Indie occidentali britanniche fu sostituito nel 1965 dal dollaro dei Caraibi orientali.

### Banconote
La "Colonial Bank" emise banconote da 5 dollari nel 1882. "Barclays Bank" (che nel frattempo aveva assunto il controllo della "Colonial Bank") emise banconote da 5 dollari tra il 1926 e il 1941.